# Магна
Магна (калм. Маңна) — посёлок в Ики-Бурульском районе Калмыкии, входит в состав Оргакинского сельского муниципального образования.

## География
Находится на возвышенности в 250—300 метрах от шоссе Элиста — Ики-Бурул — Чолун-Хамур в 4 километрах к югу (по просёлочной дороге) от посёлка Оргакин (центр СМО), в 33 километрах к северо-западу от районного центра (посёлок Ики-Бурул), в 35 километрах от Элисты

## История
В начале XX века в поисках пастбищ несколько семей рода Богдахн прикочевали сюда, оторвавшись от своих сородичей, живущих ныне в поселке Хар-Булук. Поселились они в местечке Магна, на землях Бага-Бурульского аймака, граничивших с оргакинскими владениями. После Октябрьской революции эти земли вошли в состав Оргакинского сельского Совета
На немецкой карте окрестностей Элисты 1941 года посёлок обозначен под названием Богдакин. На американской карте СССР 1950 года обозначен как Богдакиновский. На карте 1956 года указан как посёлок Верхний.
В 1961 году указом Президиума Верховного Совета РСФСР поселок Глубокий переименован в Магна.

## Население
| 2002 | 2010 | 2012 |
| ---- | ---- | ---- |
| 146  | ↗159 | ↘156 |

Национальный состав
Согласно результатам переписи 2002 года большинство населения посёлка составляли калмыки (84 %)